# Danske sild (Shu-bi-dua-sang)
"Danske sild" er en sang af den danske gruppe Shu-bi-dua og er fra deres fjortende album, Shu-bi-dua 14.. Det latin-inspirerede nummer har både tekst og melodi af Shu-bi-dua. Sangen er en hyldest til danske kvinder, og ordet "sild" er i dén betydning en reference til attraktive kvinder og ikke kun til sildefisken. "Vi har rejst, men nu er vi kommet tilbage, der var noget vi savnede, som kan gøre en dansker vild, det er ikke øl, flæskesteg eller kage, det er simpelthen de danske sild", synger bandet. Hyldesten understreges af nummerets livlige rytme og sommerstemning.
Imidlertid har "Danske sild" også en dobbelthed over sig. Ganske vist hyldes de danske kvinder, men samtidigt afsløres mændenes syn på kvinderne og forskelligheden ved de to køn: "Vi tænker ikke på baller og lår, på nødder, negle og tænder og hår, men I må godt være smukke imens, vi falder for jeres intelligens". Shu-bi-dua viser med humor, at begæret ikke kan holdes tilbage, selv når mændene forsøger sig med en hyldest på kvindernes præmisser.

## Udgivelsen
Sangen udkom som cd-single i 1993 og havde "Bamsefar" med på udgivelsen. "Danske sild" var et større hit, da det kom frem og blev navnlig spillet live i kølvandet på 14'erens udgivelse. Nummeret optræder ligeledes på koncertalbummet Live og glade dage (1994).

## Medvirkende
- Michael Bundesen: Sang
- Michael Hardinger: Guitar, kor
- Claus Asmussen: Guitar, kor
- Kim Daugaard: Bas, kor
- Jørgen Thorup: Klaver, el-orgel, kor
- Peter Andersen: trommer
- Jacob Andersen: percussion